# 400 mètres haies masculin aux Jeux olympiques d'été de 1956
Pour un article plus général, voir Athlétisme aux Jeux olympiques d'été de 1956.
Navigation
Helsinki 1952 Rome 1960
L'épreuve du 400 mètres haies aux Jeux olympiques d'été de 1956 s'est déroulée les 27 et 28 novembre 1956 au Melbourne Cricket Ground de Melbourne, en Australie.  Elle est remportée par l'Américain Glenn Davis.

## Résultats

### Finale
| Rang               | Athlète          | Pays             | Temps  |
| ------------------ | ---------------- | ---------------- | ------ |
| Médaille d'or      | Glenn Davis      | États-Unis       | 50 s 1 |
| Médaille d'argent  | Edward Southern  | États-Unis       | 50 s 8 |
| Médaille de bronze | Joshua Culbreath | États-Unis       | 51 s 6 |
| 4                  | Yuriy Lituyev    | Union soviétique | 51 s 7 |
| 5                  | David Lean       | Australie        | 51 s 8 |
| 6                  | Gert Potgieter   | Afrique du Sud   | 56 s 0 |